# Musiques d'enfants
Musiques d'enfants opus 65 est un cycle de douze pièces faciles pour piano de Serge Prokofiev, édité en 1935.

## Contexte de composition
Après la création de la 5e Sonate pour piano en 1923, mal reçue, Prokofiev délaisse quelque peu l'écriture pianistique. La 6e Sonate, première des « Sonates de guerre », ne sera composée qu'en 1939. Entre ces deux compositions majeures, le compositeur édite cependant plusieurs petits cycles de pièces brèves, dont les 12 miniatures qui constituent les Musiques d'enfants, publiées pour la première fois en 1935, à Paris, par les Éditions russes de musique, fondées par Koussevitsky. L'époque correspond à la période de retour progressif de Prokofiev en URSS, où son travail musical est en grande partie occupé par la composition du 2e Concerto pour violon.  
La composition de cycles de pièces faciles pour piano à destination des enfants, souvent dans un but pédagogique, s'inscrit dans un mouvement général entre la fin du XIXe siècle et la première moitié du XXe, auquel participent notamment d'autres compositeurs russes (Tchaïkovski avec son Album pour enfants, Stravinsky avec Les 5 doigts, mais aussi Kabalevski à la même période et Chostakovitch un peu plus tard). Un an plus tard, peu après s'être définitivement réinstallé à Moscou, Prokofiev innovera avec un « conte musical » pour petit orchestre spécialement conçu pour un public d'enfants, et qui connaîtra un très grand succès : Pierre et le Loup.  

## Contenu du cycle
1. Matin
2. Promenade
3. Historiette
4. Tarentelle
5. Repentirs
6. Valse
7. Cortège de sauterelles
8. La pluie et l'arc-en-ciel
9. Attrape qui peut
10. Marche
11. Soir
12. Sur les prés la lune se promène

## Orchestration
Une sélection de 7 pièces du recueil a été orchestrée quelques années plus tard par Prokofiev sous le titre de Jour d'été, op. 65b.